# 天主教聖羅倫索教區
天主教聖羅倫索教區（拉丁語：Dioecesis Sancti Laurentii）是巴拉圭一個羅馬天主教教區，屬亞松森總教區。
教區成立於2000年5月18日，位於中央省。2010年有教友765,000人（佔轄區總人口88.5%）、十九個堂區、卅四名司鐸。現任教區主教為塞韋利奧·佩爾拉塔·阿爾瓦雷斯。